# Férfi 100 méteres pillangóúszás a 2013-as úszó-világbajnokságon
A férfi 100 méteres pillangóúszást a 2013-as úszó-világbajnokságon augusztus 2-án és 3-án rendezték meg. A versenyszámot a dél-afrikai Chad le Clos nyerte. Cseh László ezüstérmet szerzett, az elődöntőben és a döntőben is új országos csúcsot ért el. A bronzérmes a lengyel Konrad Czerniak lett.

## Rekordok
|                    | Név            | Nemzetiség       | Idő   | Helyszín | Dátum              | Forrás      |
| ------------------ | -------------- | ---------------- | ----- | -------- | ------------------ | ----------- |
| Világcsúcs         | Michael Phelps | Egyesült Államok | 49,82 | Róma     | 2009. augusztus 1. | [ 1 ] [ 2 ] |
| Világbajnoki csúcs | Michael Phelps | Egyesült Államok | 49,82 | Róma     | 2009. augusztus 1. | [ 1 ] [ 2 ] |

## Érmesek
| Arany                                  | Ezüst                      | Bronz                           |
| Chad le Clos · Dél-afrikai Köztársaság | Cseh László · Magyarország | Konrad Czerniak · Lengyelország |

## Eredmények

### Előfutamok
Az előfutamokat augusztus 2-án 10:39-kor rendezték.
| Helyezés | Futam | Pálya | Név                  | Nemzetiség | Idő     | Megjegyzés |
| -------- | ----- | ----- | -------------------- | ---------- | ------- | ---------- |
| 1        | 4     | 4     | Jevgenyij Korotiskin | RUS        | 51.55   | Q          |
| 2        | 5     | 4     | Chad le Clos         | RSA        | 51.88   | Q          |
| 3        | 6     | 8     | Cseh László          | HUN        | 51.89   | Q          |
| 4        | 5     | 7     | Ivan Lenđer          | SRB        | 51.95   | Q          |
| 5        | 5     | 5     | Matteo Rivolta       | ITA        | 52.00   | Q          |
| 6        | 4     | 6     | Yauhen Tsurkin       | BLR        | 52.03   | Q, NR      |
| 7        | 6     | 4     | Steffen Deibler      | GER        | 52.07   | Q          |
| 8        | 5     | 6     | Nyikolaj Szkvorcov   | RUS        | 52.09   | Q          |
| 9        | 5     | 3     | Konrad Czerniak      | POL        | 52.12   | Q          |
| 10       | 6     | 6     | Michael Rock         | GBR        | 52.13   | Q          |
| 11       | 4     | 3     | Paweł Korzeniowski   | POL        | 52.16   | Q          |
| 12       | 5     | 0     | Thiago Pereira       | BRA        | 52.23   | Q          |
| 13       | 4     | 5     | Ryan Lochte          | USA        | 52.26   | Q          |
| 14       | 6     | 5     | Eugene Godsoe        | USA        | 52.38   | Q          |
| 15       | 5     | 2     | Fudzsii Takuró       | JPN        | 52.50   | Q          |
| 16       | 6     | 7     | Philip Heintz        | GER        | 52.52   | Q          |
| 17       | 4     | 7     | Joseph Schooling     | SIN        | 52.56   |            |
| 18       | 5     | 8     | Francois Heersbrandt | BEL        | 52.75   |            |
| 19       | 4     | 2     | Tommaso D’Orsogna    | AUS        | 52.82   |            |
| 20       | 6     | 3     | Chris Wright         | AUS        | 52.83   |            |
| 21       | 5     | 1     | Pavel Sankovich      | BLR        | 52.87   |            |
| 22       | 3     | 6     | Mario Todorović      | CRO        | 52.92   |            |
| 23       | 4     | 8     | Rafael Muñoz         | ESP        | 52.94   |            |
| 24       | 6     | 2     | Pulai Bence          | HUN        | 52.98   |            |
| 25       | 6     | 1     | Kobori Júki          | JPN        | 53.11   |            |
| 25       | 6     | 0     | Mauricio Fiol        | PER        | 53.11   |            |
| 27       | 6     | 9     | Benjamin Hockin      | PAR        | 53.28   |            |
| 28       | 3     | 5     | Alexandru Coci       | ROU        | 53.34   |            |
| 29       | 3     | 3     | Coleman Allen        | CAN        | 53.53   |            |
| 30       | 4     | 1     | Mehdy Metella        | FRA        | 53.77   |            |
| 31       | 5     | 9     | Simao Morgado        | POR        | 53.83   |            |
| 32       | 3     | 4     | Dominik Meichtry     | SUI        | 53.96   |            |
| 33       | 3     | 2     | Tadas Duskinas       | LTU        | 53.97   |            |
| 34       | 4     | 0     | Chang Gyu-Cheol      | KOR        | 54.09   |            |
| 35       | 3     | 7     | Yevgeniy Lazuka      | AZE        | 54.29   |            |
| 36       | 3     | 1     | Liu Vej-csia         | CHN        | 54.37   |            |
| 37       | 3     | 9     | Marwan Adel          | EGY        | 54.39   |            |
| 38       | 3     | 0     | Martin Zikmund       | CZE        | 54.63   |            |
| 39       | 2     | 7     | Ricardo Yee          | PAN        | 55.82   |            |
| 40       | 2     | 1     | Jessie Lacuna        | PHI        | 55.92   |            |
| 41       | 2     | 6     | Joshua McLeod        | TRI        | 56.06   |            |
| 42       | 2     | 2     | Tyrone Alvarado      | ECU        | 56.27   |            |
| 43       | 2     | 3     | Ifalemi Sau-Paea     | Tonga      | 56.32   |            |
| 44       | 2     | 4     | Alexandre Bakhtiarov | CYP        | 56.38   |            |
| 45       | 3     | 8     | Yousef Al-Askari     | KUW        | 56.40   |            |
| 46       | 1     | 6     | Anthony Ralefy       | MAD        | 56.48   |            |
| 46       | 2     | 5     | Ayman Klzie          | SYR        | 56.48   |            |
| 48       | 1     | 4     | Christopher Clark    | TAH        | 56.50   |            |
| 49       | 1     | 3     | Ralph Goveia         | ZIM        | 57.66   |            |
| 50       | 2     | 0     | Sofyan El Gidi       | LBA        | 57.79   |            |
| 51       | 2     | 8     | Afshin Asgari        | IRI        | 59.29   |            |
| 52       | 2     | 9     | Ameer Ali            | IRQ        | 59.81   |            |
| 53       | 1     | 2     | Oumar Touré          | MLI        | 59.86   |            |
| 54       | 1     | 1     | Stanford Kawale      | PNG        | 1:02.42 |            |
| 55       | 1     | 7     | Kensuke Kimura       | NMI        | 1:02.79 |            |
| 56       | 1     | 9     | Sylla Alassane       | CIV        | 1:03.49 |            |
| 57       | 1     | 8     | Haris Bandey         | PAK        | 1:06.03 |            |
|          | 1     | 0     | Abdulrahman Al-Ishaq | QAT        |         | DNS        |
|          | 1     | 5     | Nuno Miguel Rola     | ANG        |         | DNS        |
|          | 4     | 9     | Simon Sjödin         | SWE        |         | DNS        |

### Elődöntők
Az elődöntőket augusztus 2-án 19:04-kor rendezték.

#### 1. elődöntő
| Helyezés | Pálya | Név                | Nemzetiség | Idő   | Megjegyzés |
| -------- | ----- | ------------------ | ---------- | ----- | ---------- |
| 1        | 4     | Chad le Clos       | RSA        | 51.52 | Q          |
| 2        | 3     | Yauhen Tsurkin     | BLR        | 51.78 | Q, NR      |
| 3        | 6     | Nyikolaj Szkvorcov | RUS        | 51.86 |            |
| 4        | 1     | Eugene Godsoe      | USA        | 51.96 |            |
| 5        | 5     | Ivan Lenđer        | SRB        | 52.10 |            |
| 6        | 8     | Philip Heintz      | GER        | 52.37 |            |
| 7        | 7     | Thiago Pereira     | BRA        | 52.43 |            |
| 8        | 2     | Michael Rock       | GBR        | 52.55 |            |

#### 2. elődöntő
| Helyezés | Pálya | Név                  | Nemzetiség | Idő   | Megjegyzés |
| -------- | ----- | -------------------- | ---------- | ----- | ---------- |
| 1        | 1     | Ryan Lochte          | USA        | 51.48 | Q          |
| 2        | 2     | Konrad Czerniak      | POL        | 51.55 | Q          |
| 3        | 4     | Jevgenyij Korotiskin | RUS        | 51.60 | Q          |
| 4        | 5     | Cseh László          | HUN        | 51.61 | Q, NR      |
| 5        | 3     | Matteo Rivolta       | ITA        | 51.64 | Q, NR      |
| 6        | 6     | Steffen Deibler      | GER        | 51.65 | Q          |
| 7        | 7     | Paweł Korzeniowski   | POL        | 51.85 |            |
| 8        | 8     | Fudzsii Takuró       | JPN        | 52.27 |            |

### Döntő
A döntőt augusztus 3-án 18:43-kor rendezték.
| Helyezés  | Pálya | Név                  | Nemzetiség | Idő   | Megjegyzés |
| --------- | ----- | -------------------- | ---------- | ----- | ---------- |
| Aranyérem | 5     | Chad le Clos         | RSA        | 51.06 |            |
| Ezüstérem | 2     | Cseh László          | HUN        | 51.45 | NR         |
| Bronzérem | 3     | Konrad Czerniak      | POL        | 51.46 |            |
| 4         | 1     | Steffen Deibler      | GER        | 51.54 |            |
| 5         | 6     | Jevgenyij Korotiskin | RUS        | 51.57 |            |
| 6         | 4     | Ryan Lochte          | USA        | 51.58 |            |
| 7         | 7     | Matteo Rivolta       | ITA        | 51.65 |            |
| 7         | 8     | Yauhen Tsurkin       | BLR        | 51.65 | NR         |